# Baie de Penobscot

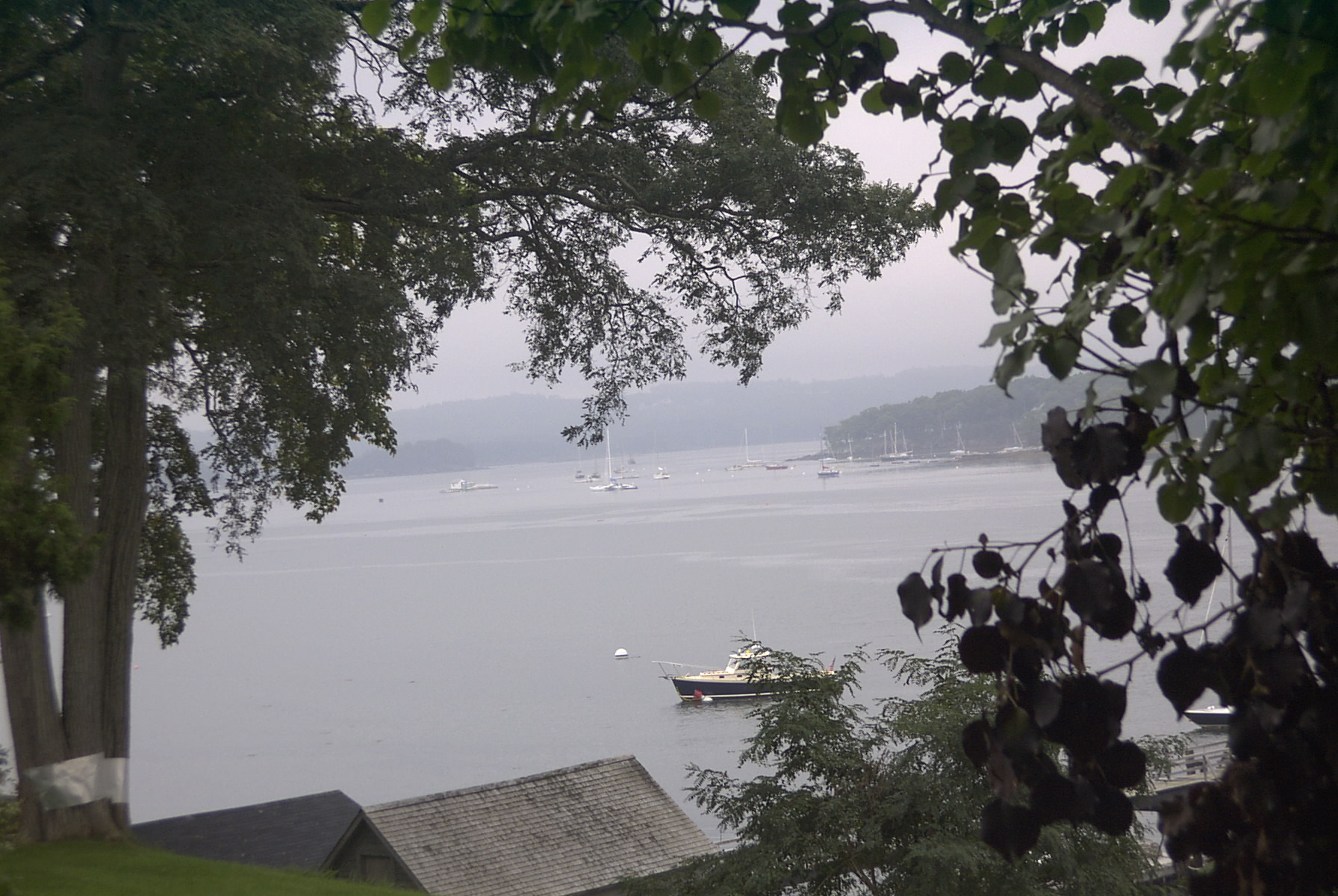
Vue de la baie de Penobscot prise de Castine

La baie de Penobscot ((en) Penobscot Bay) est un large estuaire au débouché du fleuve Penobscot (qui est à l'origine du nom) sur la côte nord-est des États-Unis et où eau douce et eau de mer de l'océan Atlantique se mélangent sur plusieurs kilomètres.

## Histoire
Les côtes entourant la baie ont longtemps été le lieu de vie des Amérindiens Wabanaki et en particulier de la tribu Penobscot.
Le fort Pentagouet témoigne du passage des premiers colons européens.
La baie a été le site d’une défaite américaine humiliante pendant la guerre d’indépendance. Une flottille de la Continental Navy composée de 19 navires de guerre et de 25 navires de soutien a été envoyée le 24 juillet 1779 pour reprendre la côte centrale du Maine aux Britanniques qui avaient capturé une partie du territoire et construit des fortifications près de la baie, désignant le territoire nouvellement capturé, la Nouvelle-Irlande. Les assiégeants américains sont bloqués dans leurs assauts en raison de la dissension entre Solomon Lovell et Dudley Saltonstall, deux des commandants de l'expéditions. Après l’arrivée d’une flottille britannique dirigée par George Collier le 13 août, la flotte américaine s’enfuit, s'échouant et brûlant ses navires face à une force britannique supérieure. Les 44 navires ont été détruits ou capturés, dans ce qui s’est avéré être la pire défaite navale de l’Amérique jusqu’à Pearl Harbor, 162 ans plus tard.
La zone s'est peu à peu industrialisée autour de l'industrie du bois et Bangor, ville portuaire sur la baie, fut surnommée la capitale mondiale du bois.